# Văn Xương các
Văn Xương Các tại Vĩnh Long là nhà đài dùng làm nơi thờ các vị Văn Xương và Võ Trường Toản trong khuôn viên Văn Thánh Miếu Vĩnh Long, đồng thời làm nơi dạy học, hội họp, đàm luận văn chương, đọc sách. Văn Xương các là một trong hai bộ phận kiến trúc chính trong Văn Thánh Miếu. Hai bộ phận kiến trúc chính này là: Thánh Miếu và Văn Xương các. Ngoài hai bộ phận này còn có nhiều phần phụ kiến trúc khác. Văn Xương các này cũng là một Thơ Lầu.
Văn Thánh Miếu ở Vĩnh Long được khởi công xây dựng vào ngày 10 tháng 10 năm Giáp Tý năm 1864 và hoàn thành cuối năm Bính Dần năm 1866, đặt tên chính thức là Khổng Thánh Văn Miếu. Miếu Văn Thánh hay Văn Thánh Miếu là các cụm từ thường gọi từ cụm từ "Khổng Thánh Văn Miếu", do người dân địa phương nói trại qua, trại lại từ cụm từ gốc.
Hình mình họa từ nguồn:
http://www.vinhlong.gov.vn/web/?CatID=1024&ArticleID=12042 Lưu trữ ngày 7 tháng 3 năm 2007 tại Wayback Machine